# Tour di Eros Ramazzotti
Questa pagina contiene tutti i tour del cantautore italiano Eros Ramazzotti.

## Riepilogo
| Anno | Titolo                      | Album in promozione | Numero di concerti |
| ---- | --------------------------- | ------------------- | ------------------ |
| 1985 | Cuori agitati tour          | Cuori agitati       | 22                 |
| 1986 | Nuovi eroi tour             | Nuovi eroi          | 8                  |
| 1988 | In certi momenti tour       | In certi momenti    | 33                 |
| 1988 | Musica è tour               | Musica è            | 27                 |
| 1990 | In ogni senso tour          | In ogni senso       | 78                 |
| 1991 | Eros in concert             | In ogni senso       | 3                  |
| 1993 | Tutte storie world tour     | Tutte storie        | 76                 |
| 1994 | Pino, Jova, Eros            | -                   | 7                  |
| 1994 | Shows in Frankfurt 1994     | -                   | 4                  |
| 1995 | Summer festivals 1995       | -                   | 9                  |
| 1996 | Dove c’è musica showcase    | Dove c'è musica     | 6                  |
| 1996 | Dove c’è musica tour        | Dove c'è musica     | 47                 |
| 1998 | Eros world tour             | Eros                | 87                 |
| 2000 | Germany summer tour         | -                   | 5                  |
| 2001 | Stileliberotour             | Stilelibero         | 87                 |
| 2003 | 9 world tour                | 9                   | 86                 |
| 2005 | Calma apparente showcases   | Calma apparente     | 4                  |
| 2006 | Calma apparente tour        | Calma apparente     | 69                 |
| 2008 | Australian tour             | -                   | 3                  |
| 2009 | World Tour 2009-2010        | Ali e radici        | 82                 |
| 2013 | Noi Tour                    | Noi                 |                    |
| 2015 | Perfetto Tour               | Perfetto            |                    |
| 2019 | World Tour 2019             | Vita ce n'è         |                    |
| 2022 | Battito Infinito World Tour | Battito Infinito    |                    |

## Cuori agitati tour

### Band
- Eros Ramazzotti: voce
- Ricky Bolognesi: keyboards
- Marco Forni: keyboards
- Salvatore Cammilleri: batteria
- Andrea Fornili: chitarra
- Flavio Scopaz: basso

### Date
| Data           | Paese  | Città                                | Sede              |
| -------------- | ------ | ------------------------------------ | ----------------- |
| 7 aprile 1985  | Italia | Garlasco                             | Le rotonde        |
| 8 aprile 1985  | Italia | San Miniato Basso                    | Sombrero          |
| 11 aprile 1985 | Italia | Livorno                              | Palasport         |
| 12 aprile 1985 | Italia | Erba                                 | 2001              |
| 13 aprile 1985 | Italia | Lucca                                | Palasport         |
| 14 aprile 1985 | Italia | Perugia                              | Formula 1         |
| 15 aprile 1985 | Italia | Napoli                               | Metropolitan      |
| 17 aprile 1985 | Italia | Monfalcone                           | Valentinis        |
| 18 aprile 1985 | Italia | Spinea                               | Teatro tenda      |
| 19 aprile 1985 | Italia | Reggiolo                             | Due stelle        |
| 20 aprile 1985 | Italia | Pianello Vallesina                   | Quasar            |
| 21 aprile 1985 | Italia | Rubbianello                          | Tendaso           |
| 23 aprile 1985 | Italia | Fontanellato                         | Jumbo             |
| 24 aprile 1985 | Italia | Deruta                               | Billo             |
| 25 aprile 1985 | Italia | Modena                               | Mac 2             |
| 26 aprile 1985 | Italia | Firenze                              | Apollo            |
| 27 aprile 1985 | Italia | Serricciolo di Aulla                 | Duple             |
| 28 aprile 1985 | Italia | Piobesi Torinese                     | La cometa         |
| 30 aprile 1985 | Italia | Montecchio di Sant'Angelo in Lizzola | Colosseo          |
| 1º maggio 1985 | Italia | Lugo                                 | Baccarat          |
| 5 maggio 1985  | Italia | Rende                                | Palestra comunale |
| 7 maggio 1985  | Italia | Mantova                              | Caravel           |
| 13 agosto 1985 | Italia | Tricase                              | Stadio Vecchio    |

## Nuovi eroi tour

### Band
- Eros Ramazzotti: voce
- Mery Lanzafame: voce
- Antonella Melone: voce
- Nicola Calgari: sax
- Mauro Culotta: chitarre
- Salvatore Cammilleri: batteria
- Marco Forni: keyboards
- Giorgio Usai: keyboards
- Giorgio Ioan: basso

### Date
| Data              | Paese          | Città             | Sede                  |
| ----------------- | -------------- | ----------------- | --------------------- |
| aprile 1986       | Italia         | Montecatini Terme | Ippodromo             |
| 19 agosto 1986    | Italia         | Porto Recanati    | Arena Beniamino Gigli |
| 27 settembre 1986 | Svizzera       | Zofingen          | Mehrzweckhalle        |
| 28 settembre 1986 | Svizzera       | Lucerna           | Kunsthaus             |
| 3 ottobre 1986    | Svizzera       | Frauenfeld        | Festhalle Rüegerholz  |
| 4 ottobre 1986    | Svizzera       | Frauenfeld        | Festhalle Rüegerholz  |
| 9 ottobre 1988    | Austria        | Vienna            | Kurhalle Oberlaa      |
| 13 ottobre 1986   | Germania Ovest | Monaco di Baviera |                       |
| 16 ottobre 1986   | Svizzera       | Zofingen          | Mehrzweckhalle        |

## In certi momenti tour

### Band
- Eros Ramazzotti: voce
- Betty Maineri: voce
- Antonella Melone: voce
- Sandro Comini: horns
- Marco Forni: keyboards
- Roberto Rossi: keyboards
- Flavio Scopaz: basso
- Riccardo Zappa: chitarre
- Andrea Fornili: chitarre
- Mauro Gherardi: batteria
- Paride Sforza: sax, percussioni

### Date
| Data             | Paese          | Città     | Sede                  |
| ---------------- | -------------- | --------- | --------------------- |
| 27 gennaio 1988  | Svizzera       | Losanna   | Palais de Beaulieu    |
| 28 gennaio 1988  | Svizzera       | Basilea   | Sporthalle            |
| 30 gennaio 1988  | Svizzera       | Lucerna   | Festhalle allmend     |
| 31 gennaio 1988  | Svizzera       | Berna     | Festhalle             |
| 1º febbraio 1988 | Svizzera       | Zurigo    | Hallenstadion         |
| 3 febbraio 1988  | Austria        | Innsbruck | Olympia Eisstadion    |
| 4 febbraio 1988  | Austria        | Graz      | Eisstadion Liebenau   |
| 6 febbraio 1988  | Austria        | Vienna    | Austria center        |
| 7 febbraio 1988  | Austria        | Vienna    | Austria center        |
| 8 febbraio 1988  | Austria        | Vienna    | Austria center        |
| 11 febbraio 1988 | Austria        | Linz      | Sporthalle            |
| 12 febbraio 1988 | Austria        | Wels      |                       |
| 17 febbraio 1988 | Italia         | Treviso   | Palaverde             |
| 20 febbraio 1988 | Italia         | Verona    | Palasport             |
| 23 febbraio 1988 | Italia         | Milano    | PalaTrussardi         |
| 24 febbraio 1988 | Italia         | Milano    | PalaTrussardi         |
| 25 febbraio 1988 | Svizzera       | Lugano    | Espocentro            |
| 28 febbraio 1988 | Italia         | Perugia   | Palasport             |
| 1º marzo 1988    | Italia         | Roma      | Palazzo dello Sport   |
| 4 marzo 1988     | Italia         | Siena     | Palasport             |
| 5 marzo 1988     | Italia         | Forlì     | PalaFiera             |
| 7 marzo 1988     | Italia         | Pavia     | Palazzetto            |
| 8 marzo 1988     | Italia         | Torino    | PalaRuffini           |
| 11 marzo 1988    | Italia         | Padova    | Palasport San Lazzaro |
| 12 marzo 1988    | Italia         | Jesi      | Palasport             |
| 14 marzo 1988    | Italia         | Firenze   | Palasport             |
| 16 marzo 1988    | Italia         | Modena    | Palasport nuovo       |
| 17 marzo 1988    | Italia         | Genova    | Palasport             |
| 19 marzo 1988    | Italia         | Brescia   | Palasport Orzinuovi   |
| 20 marzo 1988    | Italia         | Cantù     | Pianella              |
| 22 marzo 1988    | Italia         | Arezzo    | Palasport             |
| 28 marzo 1988    | Italia         | Napoli    | Palasport             |
| 3 aprile 1988    | Germania Ovest | Essen     | Grugahalle            |

## Musica è tour

### Band
- Eros Ramazzotti: voce
- Antonella Melone: voce
- Betty Maineri: voce
- Sandro Comini: horns
- Marco Forni: keyboards
- Roberto Rossi: keyboards
- Flavio Scopaz: basso
- Riccardo Zappa: chitarre
- Mauro Gherardi: batteria
- Paride Sforza: sax, percussioni

### Date
| Data              | Paese          | Città                | Sede                          |
| ----------------- | -------------- | -------------------- | ----------------------------- |
| 21 luglio 1988    | Italia         | Pescara              | Stadio Adriatico              |
| 13 agosto 1988    | Italia         | Bisceglie            | Stadio Comunale               |
| 14 agosto 1988    | Italia         | Poggiardo            |                               |
| 16 agosto 1988    | Italia         | Lamezia Terme        | Stadio Comunale               |
| 17 agosto 1988    | Italia         | Lido di Tortora      | Stadio Comunale               |
| 18 agosto 1988    | Italia         | Bernalda             | Stadio Comunale               |
| 20 agosto 1988    | Italia         | Monopoli             | Campo Sportivo                |
| 23 agosto 1988    | Italia         | Pesaro               | Piazza del popolo             |
| 25 agosto 1988    | Italia         | Lignano Sabbiadoro   | Stadio Comunale               |
| 26 agosto 1988    | Italia         | Olbia                | Stadio Comunale Bruno Nespoli |
| 27 agosto 1988    | Italia         | Este                 | Castello medioevale           |
| 29 agosto 1988    | Italia         | Rieti                | Stadio Comunale               |
| 31 agosto 1988    | Italia         | Viterbo              | Stadio Comunale               |
| 1º settembre 1988 | Italia         | Campi Bisenzio       | Arena centrale                |
| 4 settembre 1988  | Italia         | Bergamo              | Lazzaretto                    |
| 5 settembre 1988  | Italia         | Ivrea                | Campo Sportivo                |
| 6 settembre 1988  | Italia         | Cuneo                | Piazza d'armi                 |
| 8 settembre 1988  | Italia         | Mantova              | Stadio Comunale               |
| 9 settembre 1988  | Italia         | Cremona              |                               |
| 11 settembre 1988 | Italia         | Milano               | Arena Civica                  |
| 13 settembre 1988 | Germania Ovest | Karlsruhe            | Schwarzwaldhalle              |
| 14 settembre 1988 | Germania Ovest | Francoforte sul Meno | Festhalle                     |
| 16 settembre 1988 | Germania Ovest | Norimberga           | Frankenhalle                  |
| 17 settembre 1988 | Germania Ovest | Kassel               | Eisstadion                    |
| 18 settembre 1988 | Germania Ovest | Dortmund             | Westfalenhallen               |
| 21 settembre 1988 | Germania Ovest | Berlino              | Waldbühne                     |
| 22 settembre 1988 | Germania Ovest | Brema                | Stadthalle                    |
| 24 settembre 1988 | Germania Ovest | Stoccarda            | Hanns-Martin-Schleyer-Halle   |
| 28 settembre 1988 | Belgio         | Bruxelles            | Vorst Nationaal               |

## Eros in concert

### Band
- Eros Ramazzotti: voce
- Michele Ascolese: chitarra acustica
- Marco Forni: tastiera, pianoforte
- Franco Ventura: chitarra elettrica
- Roberto Rossi: tastiera
- Elio Rivagli: batteria
- Andrea Braido: chitarra elettrica
- Flavio Scopaz: basso
- Sandro Comini: trombone
- Paride Sforza: sax
- Jacopo Jacopetti: sax
- Nadia Biondini: cori
- Antonella Bucci: cori e voce in Amarte es total
- Emanuela Cortesi: cori e vocalizzi in Libertà libertà
- Naimy Hackett: voce in La luce buona delle stelle
- Moreno Ferrara: cori
- Giancarlo Grand: cori

### Date
| Data             | Paese       | Città      | Sede                  |
| ---------------- | ----------- | ---------- | --------------------- |
| 11 febbraio 1991 | Stati Uniti | New York   | Radio city music hall |
| 30 giugno 1991   | Germania    | Nürburg    | Nürburgring           |
| 4 dicembre 1991  | Spagna      | Barcellona | Palau Sant Jordi      |

## Tutte storie world tour 1993-1994

### Band
- Eros Ramazzotti: voce
- Marco Sabbatucci: Keyboards
- Graham Broad: batteria
- Laurie Wisefield: chitarre
- Flavio Scopaz: basso

### Date
| Data              | Paese       | Città                | Sede                                     |        |        |
| Europa            | Europa      | Europa               | Europa                                   | Europa | Europa |
| ----------------- | ----------- | -------------------- | ---------------------------------------- | ------ | ------ |
| 18 settembre 1993 | Italia      | Mantova              |                                          |        |        |
| 20 settembre 1993 | Italia      | Milano               | Forum d'Assago                           |        |        |
| 21 settembre 1993 | Italia      | Milano               | Forum d'Assago                           |        |        |
| 23 settembre 1993 | Italia      | Torino               | Palasport                                |        |        |
| 26 settembre 1993 | Svizzera    | Locarno              | Piazza grande                            |        |        |
| 28 settembre 1993 | Italia      | Roma                 | Palazzo dello Sport                      |        |        |
| 29 settembre 1993 | Italia      | Roma                 | Palazzo dello Sport                      |        |        |
| 1º ottobre 1993   | Italia      | Brescia              | Palasport                                |        |        |
| 2 ottobre 1993    | Italia      | Brescia              | Palasport                                |        |        |
| 4 ottobre 1993    | Italia      | Caserta              | PalaMaggiò                               |        |        |
| 5 ottobre 1993    | Italia      | Caserta              | PalaMaggiò                               |        |        |
| 7 ottobre 1993    | Italia      | Acireale             | Palasport                                |        |        |
| 9 ottobre 1993    | Italia      | Firenze              | Palasport                                |        |        |
| 10 ottobre 1993   | Italia      | Firenze              | Palasport                                |        |        |
| 12 ottobre 1993   | Slovenia    | Lubiana              | Hala Tivoli                              |        |        |
| 14 ottobre 1993   | Italia      | Treviso              | PalaVerde                                |        |        |
| 15 ottobre 1993   | Italia      | Treviso              | PalaVerde                                |        |        |
| 17 ottobre 1993   | Svizzera    | Zurigo               | Hallenstadion                            |        |        |
| 18 ottobre 1993   | Svizzera    | Zurigo               | Hallenstadion                            |        |        |
| 20 ottobre 1993   | Svizzera    | Losanna              | Patinoire de Malley                      |        |        |
| 22 ottobre 1993   | Paesi Bassi | Maastricht           | Maastrichts Expositie en Congres Centrum |        |        |
| 24 ottobre 1993   | Paesi Bassi | Rotterdam            | Ahoy sportpaleis                         |        |        |
| 25 ottobre 1993   | Paesi Bassi | Rotterdam            | Ahoy sportpaleis                         |        |        |
| 26 ottobre 1993   | Paesi Bassi | Rotterdam            | Ahoy sportpaleis                         |        |        |
| 28 ottobre 1993   | Belgio      | Bruxelles            | Forest National                          |        |        |
| 29 ottobre 1993   | Belgio      | Bruxelles            | Forest National                          |        |        |
| 30 ottobre 1993   | Belgio      | Bruxelles            | Forest National                          |        |        |
| 1º novembre 1993  | Germania    | Brema                | Stadthalle                               |        |        |
| 3 novembre 1993   | Belgio      | Gand                 | Flanders Expo                            |        |        |
| 4 novembre 1993   | Belgio      | Gand                 | Flanders Expo                            |        |        |
| 6 novembre 1993   | Germania    | Dortmund             | Westfalenhallen                          |        |        |
| 7 novembre 1993   | Germania    | Dortmund             | Westfalenhallen                          |        |        |
| 9 novembre 1993   | Germania    | Kiel                 |                                          |        |        |
| 11 novembre 1993  | Germania    | Mannheim             | Maimartkhalle                            |        |        |
| 13 novembre 1993  | Germania    | Monaco di Baviera    |                                          |        |        |
| 14 novembre 1993  | Germania    | Monaco di Baviera    |                                          |        |        |
| 16 novembre 1993  | Germania    | Amburgo              | Sporthalle                               |        |        |
| 18 novembre 1993  | Germania    | Colonia              | Sporthalle                               |        |        |
| 20 novembre 1993  | Germania    | Stoccarda            | Hanns-Martin-Schleyer-Halle              |        |        |
| 21 novembre 1993  | Germania    | Stoccarda            | Hanns-Martin-Schleyer-Halle              |        |        |
| 23 novembre 1993  | Germania    | Francoforte sul Meno | Festhalle                                |        |        |
| 24 novembre 1993  | Germania    | Francoforte sul Meno | Festhalle                                |        |        |
| 26 novembre 1993  | Paesi Bassi | Heerenveen           | Thialf                                   |        |        |
| 28 novembre 1993  | Svezia      | Stoccolma            | Icehall                                  |        |        |
| 30 novembre 1993  | Danimarca   | Copenaghen           | Valby-Hallen                             |        |        |
| 2 dicembre 1993   | Germania    | Berlino              | Deutschlandhalle                         |        |        |
| 3 dicembre 1993   | Germania    | Berlino              | Deutschlandhalle                         |        |        |
| 5 dicembre 1993   | Germania    | Kiel                 | Ostseehalle                              |        |        |
| 7 dicembre 1993   | Italia      | Genova               | Palasport                                |        |        |
| 10 dicembre 1993  | Francia     | Parigi               | Palais omnisports de Paris-Bercy         |        |        |
| 12 dicembre 1993  | Francia     | Metz                 | Galaxie Amnéville                        |        |        |
| 14 dicembre 1993  | Italia      | Verona               | Arena di Verona                          |        |        |
| 16 dicembre 1993  | Austria     | Vienna               | Stadthalle                               |        |        |
| 18 dicembre 1993  | Germania    | Monaco di Baviera    | Olympiahalle                             |        |        |
| 19 dicembre 1993  | Germania    | Monaco di Baviera    | Olympiahalle                             |        |        |
| 21 dicembre 1993  | Germania    | Coblenza             | Sporthalle                               |        |        |
| gennaio 1994      | Regno Unito | Londra               |                                          |        |        |
| gennaio 1994      | Francia     | Grenoble             |                                          |        |        |
| gennaio 1994      | Germania    | Norimberga           |                                          |        |        |
| 6 gennaio 1994    | Spagna      | Barcellona           | Palau Sant Jordi                         |        |        |
| 8 gennaio 1994    | Spagna      | Madrid               | Palacio de Deportes                      |        |        |
| 11 gennaio 1994   | Italia      | Bologna              | Palasport Casalecchio                    |        |        |
| 13 gennaio 1994   | Italia      | Forlì                | PalaFiera                                |        |        |
| 15 gennaio 1994   | Austria     | Klagenfurt           | Messe                                    |        |        |
| 17 gennaio 1994   | Italia      | Torino               | Palasport                                |        |        |
| Sudamerica        |             |                      |                                          |        |        |
| 2 aprile 1994     | Argentina   | Buenos Aires         |                                          |        |        |
| 5 aprile 1994     | Paraguay    | Asunción             |                                          |        |        |
| 7 aprile 1994     | Cile        | Santiago del Cile    |                                          |        |        |
| 9 aprile 1994     | Ecuador     | Quito                |                                          |        |        |
| 12 aprile 1994    | Perù        | Lima                 |                                          |        |        |
| 15 maggio 1994    | Colombia    | Bogotà               |                                          |        |        |
| 17 maggio 1994    | Colombia    | Cali                 |                                          |        |        |
| 19 aprile 1994    | Venezuela   | Caracas              |                                          |        |        |
| 23 aprile 1994    | Guatemala   | Città del Guatemala  |                                          |        |        |
| 26 aprile 1994    | Costa Rica  | San José             |                                          |        |        |
| 30 aprile 1994    | Porto Rico  | San Juan             |                                          |        |        |
| Nord America      |             |                      |                                          |        |        |
| 3 maggio 1994     | Messico     | Città del Messico    |                                          |        |        |
| 4 maggio 1994     | Messico     | Città del Messico    |                                          |        |        |
| 6 maggio 1994     | Messico     | Monterrey            |                                          |        |        |
| 9 maggio 1994     | Stati Uniti | Miami                |                                          |        |        |
| 11 maggio 1994    | Canada      | Toronto              |                                          |        |        |
| 13 maggio 1994    | Stati Uniti | Atlantic City        |                                          |        |        |
| 14 maggio 1994    | Stati Uniti | Atlantic City        |                                          |        |        |
| 15 maggio 1994    | Stati Uniti | Atlantic City        |                                          |        |        |
| 18 maggio 1994    | Canada      | Montréal             |                                          |        |        |
| Europa            |             |                      |                                          |        |        |
| 24 luglio 1994    | Francia     | Tolone               | Zenith                                   |        |        |

## Pino, Jova, Eros

### Band
- Eros Ramazzotti: voce
- Marco Sabbatucci : keyboards
- Lele Melotti: batteria

### Date
| Data           | Paese       | Città     | Sede            |
| -------------- | ----------- | --------- | --------------- |
| 3 giugno 1994  | Italia      | Monza     | Stadio Brianteo |
| 7 giugno 1994  | Italia      | Bari      |                 |
| 10 giugno 1994 | Italia      | Palermo   |                 |
| 13 giugno 1994 | Italia      | Napoli    |                 |
| 16 giugno 1994 | Italia      | Roma      |                 |
| 30 giugno 1994 | Italia      | Modena    |                 |
| 15 luglio 1994 | Paesi Bassi | Eindhoven | Philips Stadion |

## Shows in Frankfurt 1994

### Band
- Eros Ramazzotti: voce

### Date
| Data             | Paese    | Città                | Sede |
| ---------------- | -------- | -------------------- | ---- |
| 16 novembre 1994 | Germania | Francoforte sul Meno |      |
| 17 novembre 1994 | Germania | Francoforte sul Meno |      |
| 18 novembre 1994 | Germania | Francoforte sul Meno |      |
| 19 novembre 1994 | Germania | Francoforte sul Meno |      |

## Summer festivals 1995

### Band
- Eros Ramazzotti: voce

### Date
| Data           | Paese    | Città             | Sede                    |
| -------------- | -------- | ----------------- | ----------------------- |
| 17 giugno 1995 | Germania | Luneburgo         | Lugplatz                |
| 23 giugno 1995 | Germania | Essen             | Messehalle 6            |
| 25 giugno 1995 | Germania | Schwalmstadt      | Flugplatz (Hessentag)   |
| 1º luglio 1995 | Germania | Monaco di Baviera | Olympiastadion          |
| 2 luglio 1995  | Austria  | Linz              | Linzer Stadion          |
| 7 luglio 1995  | Russia   | Mosca             | Stadio Lužniki          |
| 11 luglio 1995 | Svizzera | Interlaken        | Congress Centre Kursaal |
| 13 luglio 1995 | Germania | Berlino           | Waldbühne               |
| 16 luglio 1995 | Romania  | Bucarest          |                         |

## Dove c'è musica showcase

### Band
- Eros Ramazzotti: voce

### Date
| Data           | Paese    | Città             | Sede                  |        |        |
| Europa         | Europa   | Europa            | Europa                | Europa | Europa |
| -------------- | -------- | ----------------- | --------------------- | ------ | ------ |
| 13 maggio 1996 | Italia   | Milano            | Piccolo teatro studio |        |        |
| 15 maggio 1996 | Germania | Amburgo           | Grosse Freiheit 36    |        |        |
| 20 maggio 1996 | Svezia   | Stoccolma         | Circus                |        |        |
| 23 maggio 1996 | Spagna   | Madrid            | Kapital               |        |        |
| Nord America   |          |                   |                       |        |        |
| 27 maggio 1996 | Messico  | Città del Messico | La boom               |        |        |
| Sud America    |          |                   |                       |        |        |
| 30 maggio 1996 | Brasile  | San Paolo         | Ton brasil            |        |        |

## Dove c'è musica tour

### Band
- Eros Ramazzotti: voce

### Date
| Data              | Paese       | Città                | Sede                                     |
| ----------------- | ----------- | -------------------- | ---------------------------------------- |
| 1º settembre 1996 | Austria     | Vienna               | Rathausplatz                             |
| 10 settembre 1996 | Italia      | Codroipo             | Villa Manin                              |
| 12 settembre 1996 | Italia      | Genova               | Palasport                                |
| 15 settembre 1996 | Portogallo  | Lisbona              | Estádio do Restelo                       |
| 17 settembre 1996 | Spagna      | Madrid               | Las Ventas                               |
| 19 settembre 1996 | Spagna      | Barcellona           | Palau Sant Jordi                         |
| 21 settembre 1996 | Italia      | Torino               | PalaStampa                               |
| 22 settembre 1996 | Italia      | Torino               | PalaStampa                               |
| 24 settembre 1996 | Italia      | Napoli               | Stadio San Paolo                         |
| 26 settembre 1996 | Italia      | Roma                 | Stadio Olimpico (Roma)                   |
| 27 settembre 1996 | Italia      | Roma                 | Stadio Olimpico (Roma)                   |
| 29 settembre 1996 | Italia      | Milano               | Forum d'Assago                           |
| 30 settembre 1996 | Italia      | Milano               | Forum d'Assago                           |
| 1º ottobre 1996   | Italia      | Milano               | Forum d'Assago                           |
| 3 ottobre 1996    | Francia     | Parigi               | Palais omnisports de Paris-Bercy         |
| 4 ottobre 1996    | Belgio      | Gand                 | Flanders Expo                            |
| 6 ottobre 1996    | Germania    | Stoccarda            | Hanns-Martin-Schleyer-Halle              |
| 9 ottobre 1996    | Svizzera    | Zurigo               | Hallenstadion                            |
| 12 ottobre 1996   | Italia      | Bologna              | Palasport                                |
| 13 ottobre 1996   | Italia      | Bologna              | Palasport                                |
| 15 ottobre 1996   | Germania    | Francoforte sul Meno | Festhalle                                |
| 17 ottobre 1996   | Svizzera    | Losanna              | Patinoire de Malley                      |
| 20 ottobre 1996   | Germania    | Amburgo              | Sporthalle                               |
| 21 ottobre 1996   | Germania    | Kiel                 | Ostseehalle                              |
| 23 ottobre 1996   | Germania    | Dortmund             | Westfalenhallen                          |
| 24 ottobre 1996   | Germania    | Colonia              | Sporthalle                               |
| 27 ottobre 1996   | Germania    | Monaco di Baviera    | Olympiahalle                             |
| 28 ottobre 1996   | Germania    | Monaco di Baviera    | Olympiahalle                             |
| 30 ottobre 1996   | Germania    | Berlino              | Deutschlandhalle                         |
| 1º novembre 1996  | Belgio      | Bruxelles            | Forest National                          |
| 2 novembre 1996   | Belgio      | Bruxelles            | Forest National                          |
| 3 novembre 1996   | Belgio      | Bruxelles            | Forest National                          |
| 6 novembre 1996   | Paesi Bassi | Rotterdam            | Ahoy sportpaleis                         |
| 7 novembre 1996   | Paesi Bassi | Rotterdam            | Ahoy sportpaleis                         |
| 9 novembre 1996   | Svezia      | Stoccolma            | Icehall                                  |
| 11 novembre 1996  | Danimarca   | Copenaghen           | Valby-Hallen                             |
| 13 novembre 1996  | Paesi Bassi | Maastricht           | Maastrichts Expositie en Congres Centrum |
| 16 novembre 1996  | Germania    | Lipsia               | Messehalle 7                             |
| 18 novembre 1996  | Regno Unito | Londra               | Royal Albert Hall                        |
| 20 novembre 1996  | Germania    | Monaco di Baviera    | Olympiahalle                             |
| 22 novembre 1996  | Italia      | Milano               | Forum d'Assago                           |
| 23 novembre 1996  | Italia      | Milano               | Forum d'Assago                           |
| 24 novembre 1996  | Italia      | Milano               | Forum d'Assago                           |
| 25 novembre 1996  | Italia      | Milano               | Forum d'Assago                           |

### Scaletta
1. Lei Però
2. Cose Della Vita
3. Un Grosso No
4. Terra Promessa
5. Occhi Di Speranza
6. Stella gemella
7. L'uragano Meri
8. Memorie
9. Una storia importante
10. Adesso tu
11. Quasi Amore
12. Buona Vita
13. Se Bastasse Una canzone
14. Lettera Al Futuro
15. Cuori Agitati
16. La luce buona delle stelle
17. Un'Altra Te
18. Dove c'è musica
19. Medley:
  1. E mi ribello
  2. Senza perderci di vista
  3. Emozione dopo emozione
20. Musica è
21. Solo Con te
22. Più Bella Cosa

## Eros world tour

### Band
- Eros Ramazzotti: voce
- Alfredo Golino: batteria
- Flavio Scopaz: basso
- Claudio Guidetti: chitarre
- Emanuela Cortesi: cori

### Date
| Data              | Paese       | Città                 | Sede                             |             |             |
| Sud America       | Sud America | Sud America           | Sud America                      | Sud America | Sud America |
| ----------------- | ----------- | --------------------- | -------------------------------- | ----------- | ----------- |
| 15 febbraio 1998  | Cile        | Viña del Mar          | Festival                         |             |             |
| Nord America      |             |                       |                                  |             |             |
| 6 marzo 1998      | Stati Uniti | New York              | Radio City Music Hall            |             |             |
| 9 marzo 1998      | Stati Uniti | Los Angeles           | Universal Amphitheatre           |             |             |
| 11 marzo 1998     | Messico     | Città del Messico     | Auditorium                       |             |             |
| Sud America       |             |                       |                                  |             |             |
| 15 marzo 1998     | Argentina   | Buenos Aires          | Luna park                        |             |             |
| 18 marzo 1998     | Brasile     | San Paolo             | Olympia                          |             |             |
| 21 marzo 1998     | Colombia    | Bogotà                | Estadio El Campín                |             |             |
| 24 marzo 1998     | Venezuela   | Caracas               | Poliedro de Caracas              |             |             |
| 28 marzo 1998     | Porto Rico  | San Juan              | Stadio Hiram Bithorn             |             |             |
| Nord America      |             |                       |                                  |             |             |
| 30 marzo 1998     | Stati Uniti | Miami                 | Knight International Center      |             |             |
| 1º aprile 1998    | Canada      | Montréal              | Molson Center                    |             |             |
| 3 aprile 1998     | Canada      | Toronto               | Maple Leaf Gardens               |             |             |
| Europe            |             |                       |                                  |             |             |
| 22 maggio 1998    | Italia      | Milano                | Stadio San Siro                  |             |             |
| 25 maggio 1998    | Italia      | Verona                | Arena di Verona                  |             |             |
| 28 maggio 1998    | Italia      | Firenze               | Stadio comunale                  |             |             |
| 30 maggio 1998    | Germania    | Amburgo               | Volksparkstadion                 |             |             |
| 31 maggio 1998    | Germania    | Hohenstein-Ernstthal  | Sachsenring                      |             |             |
| 2 giugno 1998     | Danimarca   | Copenaghen            | Stadio                           |             |             |
| 4 giugno 1998     | Germania    | Braunschweig          |                                  |             |             |
| 6 giugno 1998     | Germania    | Ludwigshafen am Rhein | Südweststadion                   |             |             |
| 10 giugno 1998    | Italia      | Ancona                | Stadio                           |             |             |
| 12 giugno 1998    | Italia      | Roma                  | Stadio                           |             |             |
| 14 giugno 1998    | Italia      | Napoli                | Stadio                           |             |             |
| 16 giugno 1998    | Italia      | Cosenza               | Stadio                           |             |             |
| 18 giugno 1998    | Italia      | Catania               | Stadio                           |             |             |
| 20 giugno 1998    | Italia      | Bari                  | Stadio                           |             |             |
| 22 giugno 1998    | Italia      | Sanremo               |                                  |             |             |
| 24 giugno 1998    | Italia      | Bologna               | Stadio                           |             |             |
| 25 giugno 1998    | Italia      | Torino                | Stadio                           |             |             |
| 28 giugno 1998    | Italia      | Cagliari              | Stadio                           |             |             |
| 1º luglio 1998    | Italia      | Pescara               | Stadio                           |             |             |
| 2 luglio 1998     | Italia      | Udine                 | Stadio                           |             |             |
| 4 luglio 1998     | Germania    | Monaco di Baviera     | Königsplatz                      |             |             |
| 5 luglio 1998     | Germania    | Monaco di Baviera     | Königsplatz                      |             |             |
| 7 luglio 1998     | Germania    | Kassel                |                                  |             |             |
| 9 luglio 1998     | Croazia     | Fiume                 |                                  |             |             |
| 11 luglio 1998    | Svizzera    | Zurigo                |                                  |             |             |
| 14 luglio 1998    | Germania    | Berlino               | Kindl-Bühne Wuhlheide            |             |             |
| 16 luglio 1998    | Germania    | Sylt                  |                                  |             |             |
| 17 luglio 1998    | Germania    | Brema                 |                                  |             |             |
| 19 luglio 1998    | Austria     | Vienna                |                                  |             |             |
| 21 luglio 1998    | Svizzera    | Locarno               |                                  |             |             |
| 18 settembre 1998 | Germania    | Halle (Westfalen)     | Gerry Weber Stadion              |             |             |
| 19 settembre 1998 | Germania    | Halle (Westfalen)     | Gerry Weber Stadion              |             |             |
| 21 settembre 1998 | Paesi Bassi | Rotterdam             | Ahoy sportpaleis                 |             |             |
| 22 settembre 1998 | Paesi Bassi | Rotterdam             | Ahoy sportpaleis                 |             |             |
| 23 settembre 1998 | Paesi Bassi | Rotterdam             | Ahoy sportpaleis                 |             |             |
| 25 settembre 1998 | Danimarca   | Copenaghen            | Forum                            |             |             |
| 26 settembre 1998 | Belgio      | Gand                  | Flanders Expo                    |             |             |
| 28 settembre 1998 | Belgio      | Bruxelles             | Forest National                  |             |             |
| 29 settembre 1998 | Belgio      | Bruxelles             | Forest National                  |             |             |
| 30 settembre 1998 | Belgio      | Bruxelles             | Forest National                  |             |             |
| 3 ottobre 1998    | Belgio      | Gand                  | Flanders Expo                    |             |             |
| 4 ottobre 1998    | Belgio      | Gand                  | Flanders Expo                    |             |             |
| 6 ottobre 1998    | Francia     | Parigi                | Palais omnisports de Paris-Bercy |             |             |
| 7 ottobre 1998    | Francia     | Lione                 | Halle Tony Garnier               |             |             |
| 9 ottobre 1998    | Francia     | Marsiglia             | Zenith                           |             |             |
| 11 ottobre 1998   | Svizzera    | Zurigo                | Hallenstadion                    |             |             |
| 12 ottobre 1998   | Svizzera    | Zurigo                | Hallenstadion                    |             |             |
| 14 ottobre 1998   | Francia     | Metz                  | Galaxie Amnéville                |             |             |
| 16 ottobre 1998   | Germania    | Dortmund              | Westfalenhallen                  |             |             |
| 17 ottobre 1998   | Germania    | Dortmund              | Westfalenhallen                  |             |             |
| 18 ottobre 1998   | Germania    | Mannheim              | Maimartkhalle                    |             |             |
| 21 ottobre 1998   | Italia      | Bolzano               | Palaghiaccio                     |             |             |
| 23 ottobre 1998   | Germania    | Monaco di Baviera     | Olympiahalle                     |             |             |
| 24 ottobre 1998   | Germania    | Monaco di Baviera     | Olympiahalle                     |             |             |
| 25 ottobre 1998   | Svizzera    | Losanna               | Patinoire de Malley              |             |             |
| 25 ottobre 1998   | Germania    | Monaco di Baviera     | Olympiahalle                     |             |             |
| 27 ottobre 1998   | Paesi Bassi | Rotterdam             | Ahoy sportpaleis                 |             |             |
| 30 ottobre 1998   | Germania    | Schwerin              | Sport- und Kongresshalle         |             |             |
| 31 ottobre 1998   | Germania    | Erfurt                | Messehalle                       |             |             |
| 3 novembre 1998   | Germania    | Brema                 | Stadthalle                       |             |             |
| 4 novembre 1998   | Germania    | Norimberga            | Frankenhalle                     |             |             |
| 6 novembre 1998   | Germania    | Stoccarda             | Hanns-Martin-Schleyer-Halle      |             |             |
| 7 novembre 1998   | Germania    | Stoccarda             | Hanns-Martin-Schleyer-Halle      |             |             |
| 8 novembre 1998   | Germania    | Colonia               | Kölnarena                        |             |             |
| 10 novembre 1998  | Francia     | Lilla                 | Le grand dome                    |             |             |
| 11 novembre 1998  | Regno Unito | Londra                | Wembley Arena                    |             |             |
| 13 novembre 1998  | Germania    | Francoforte sul Meno  | Festhalle                        |             |             |
| 14 novembre 1998  | Germania    | Francoforte sul Meno  | Festhalle                        |             |             |
| 16 novembre 1998  | Germania    | Hannover              | Eilenriedehalle                  |             |             |
| 18 novembre 1998  | Germania    | Amburgo               | Alsterdorfer Sporthalle          |             |             |
| 20 novembre 1998  | Svezia      | Stoccolma             | Stockholm Globe Arena            |             |             |
| 21 novembre 1998  | Svezia      | Göteborg              | Scandinavium                     |             |             |
| 23 novembre 1998  | Norvegia    | Oslo                  | Oslo Spektrum                    |             |             |
| 25 novembre 1998  | Finlandia   | Helsinki              | Hartwall-areena                  |             |             |
| 26 novembre 1998  | Finlandia   | Turku                 | Elysée Arena                     |             |             |

## Germany summer tour

### Band
- Eros Ramazzotti: voce

### Date
| Data           | Paese    | Città          | Sede      |
| -------------- | -------- | -------------- | --------- |
| 31 maggio 2000 | Germania | Kaiserslautern |           |
| 15 luglio 2000 | Germania | Aquisgrana     | Katschhof |
| 21 luglio 2000 | Germania | Tubinga        |           |
| 22 luglio 2000 | Germania | Aschaffenburg  |           |
| 29 luglio 2000 | Germania | Brema          |           |

## Stileliberotour

### Band
- Eros Ramazzotti: voce
- Paolo Carta: chitarra
- Giorgio Secco: chitarra
- Andrea Braido : chitarra (parte 1)
- Alfredo Golino: batteria
- Flavio Scopaz: basso
- Nicolò Fragile: pianoforte
- Ernesto Ghezzi: tastiere
- Joy Malcom: cori
- Paola Repele: cori
- Ernesticco Rodriguez:percussioni (parte 1)

### Date
| Data             | Paese       | Città                 | Sede                                  |        |        |
| Europa           | Europa      | Europa                | Europa                                | Europa | Europa |
| ---------------- | ----------- | --------------------- | ------------------------------------- | ------ | ------ |
| 18 aprile 2001   | Italia      | Ancona                | PalaRossini                           |        |        |
| 20 aprile 2001   | Italia      | Bologna               | PalaMalaguti                          |        |        |
| 22 aprile 2001   | Italia      | Firenze               | Palasport                             |        |        |
| 24 aprile 2001   | Italia      | Torino                | PalaStampa                            |        |        |
| 27 aprile 2001   | Italia      | Trieste               | PalaTrieste                           |        |        |
| 29 aprile 2001   | Croazia     | Zagabria              | Dom Sportova                          |        |        |
| 1º maggio 2001   | Austria     | Vienna                | Stadthalle                            |        |        |
| 3 maggio 2001    | Italia      | Bolzano               | Palaonda                              |        |        |
| 5 maggio 2001    | Italia      | Milano                | Forum d'Assago                        |        |        |
| 6 maggio 2001    | Italia      | Milano                | Forum d'Assago                        |        |        |
| 7 maggio 2001    | Italia      | Milano                | Forum d'Assago                        |        |        |
| 9 maggio 2001    | Svizzera    | Zurigo                | Hallenstadion                         |        |        |
| 11 maggio 2001   | Svizzera    | Ginevra               | SEG Geneva Arena                      |        |        |
| 13 maggio 2001   | Germania    | Bielefeld             |                                       |        |        |
| 14 maggio 2001   | Germania    | Oberhausen            | Arena Oberhausen                      |        |        |
| 16 maggio 2001   | Germania    | Ratisbona             | Donau Arena                           |        |        |
| 18 maggio 2001   | Germania    | Monaco di Baviera     | Olympiahalle                          |        |        |
| 20 maggio 2001   | Germania    | Stoccarda             | Hanns-Martin-Schleyer-Halle           |        |        |
| 22 maggio 2001   | Germania    | Norimberga            | Frankenhalle                          |        |        |
| 24 maggio 2001   | Paesi Bassi | Rotterdam             | Ahoy sportpaleis                      |        |        |
| 26 maggio 2001   | Belgio      | Bruxelles             | Forest National                       |        |        |
| 27 maggio 2001   | Belgio      | Bruxelles             | Forest National                       |        |        |
| 28 maggio 2001   | Belgio      | Bruxelles             | Forest National                       |        |        |
| 30 maggio 2001   | Francia     | Parigi                | Palais omnisports de Paris-Bercy      |        |        |
| 1º giugno 2001   | Germania    | Oberhausen            | Arena Oberhausen                      |        |        |
| 3 giugno 2001    | Germania    | Berlino               |                                       |        |        |
| 4 giugno 2001    | Germania    | Schwarzenberg/Erzgeb. |                                       |        |        |
| 6 giugno 2001    | Austria     | Bregenz               | Stadio                                |        |        |
| 8 giugno 2001    | Austria     | Salisburgo            | Residenzplatz                         |        |        |
| 10 giugno 2001   | Slovacchia  | Bratislava            | Elisabethplatz                        |        |        |
| 12 giugno 2001   | Ungheria    | Budapest              | Kisstadion                            |        |        |
| 14 giugno 2001   | Austria     | Leoben                | Stadtplatz                            |        |        |
| 17 giugno 2001   | Slovenia    | Lubiana               | Hala Tivoli                           |        |        |
| 19 giugno 2001   | Italia      | Verona                | Arena di Verona                       |        |        |
| 21 giugno 2001   | Italia      | Riccione              | Stadio comunale                       |        |        |
| 23 giugno 2001   | Italia      | Pescara               | Stadio Adriatico                      |        |        |
| 25 giugno 2001   | Italia      | Roma                  | Stadio Olimpico (Roma)                |        |        |
| Medio Oriente    |             |                       |                                       |        |        |
| 29 giugno 2001   | Turchia     | Istanbul              | Stadio Ali Sami Yen                   |        |        |
| Europa           |             |                       |                                       |        |        |
| 1º luglio 2001   | Grecia      | Salonicco             | Stadio                                |        |        |
| 3 luglio 2001    | Grecia      | Atene                 | Stadio Olimpico di Atene              |        |        |
| 6 luglio 2001    | Italia      | Lecce                 | Stadio                                |        |        |
| 8 luglio 2001    | Italia      | Napoli                | Stadio San Paolo                      |        |        |
| 10 luglio 2001   | Svizzera    | Locarno               | Piazza grande                         |        |        |
| 12 luglio 2001   | Italia      | Bergamo               | Lazzaretto                            |        |        |
| 14 luglio 2001   | Spagna      | Madrid                | Plaza de toros                        |        |        |
| 15 luglio 2001   | Spagna      | La Coruña             |                                       |        |        |
| 17 luglio 2001   | Spagna      | Madrid                | Plaza de toros                        |        |        |
| 19 luglio 2001   | Spagna      | Barcellona            | Palau Sant Jordi                      |        |        |
| 22 luglio 2001   | Polonia     | Danzica               |                                       |        |        |
| 25 luglio 2001   | Estonia     | Tallinn               | open air                              |        |        |
| 27 luglio 2001   | Finlandia   | Pori                  | Concert stadium                       |        |        |
| 4 agosto 2001    | Monaco      | Monte Carlo           | Sporting Monte-Carlo                  |        |        |
| 5 agosto 2001    | Monaco      | Monte Carlo           | Sporting Monte-Carlo                  |        |        |
| 6 agosto 2001    | Monaco      | Monte Carlo           | Sporting Monte-Carlo                  |        |        |
| 2 ottobre 2001   | Germania    | Monaco di Baviera     | Olympiahalle                          |        |        |
| 3 ottobre 2001   | Germania    | Monaco di Baviera     | Olympiahalle                          |        |        |
| 5 ottobre 2001   | Germania    | Stoccarda             | Hanns-Martin-Schleyer-Halle           |        |        |
| 6 ottobre 2001   | Germania    | Stoccarda             | Hanns-Martin-Schleyer-Halle           |        |        |
| 8 ottobre 2001   | Francia     | Metz                  | Galaxie Amnéville                     |        |        |
| 10 ottobre 2001  | Francia     | Lione                 | Halle Tony Garnier                    |        |        |
| 12 ottobre 2001  | Germania    | Francoforte sul Meno  | Festhalle                             |        |        |
| 13 ottobre 2001  | Germania    | Francoforte sul Meno  | Festhalle                             |        |        |
| 15 ottobre 2001  | Germania    | Friburgo in Brisgovia |                                       |        |        |
| 17 ottobre 2001  | Germania    | Colonia               | Kölnarena                             |        |        |
| 19 ottobre 2001  | Germania    | Dortmund              | Westfalenhallen                       |        |        |
| 21 ottobre 2001  | Germania    | Mannheim              | Maimartkhalle                         |        |        |
| 22 ottobre 2001  | Germania    | Colonia               | Kölnarena                             |        |        |
| 24 ottobre 2001  | Germania    | Hannover              | Preussag Arena                        |        |        |
| 26 ottobre 2001  | Germania    | Erfurt                | Arena                                 |        |        |
| 27 ottobre 2001  | Germania    | Norimberga            |                                       |        |        |
| 2 novembre 2001  | Russia      | Mosca                 | Palazzo di Stato del Cremlino         |        |        |
| 3 novembre 2001  | Russia      | Mosca                 | Palazzo di Stato del Cremlino         |        |        |
| 4 novembre 2001  | Russia      | Mosca                 | Palazzo di Stato del Cremlino         |        |        |
| 6 novembre 2001  | Lituania    | Vilnius               | Vilnius Palace of Concerts and Sports |        |        |
| 8 novembre 2001  | Bielorussia | Minsk                 | Palazzo della Repubblica              |        |        |
| 10 novembre 2001 | Russia      | San Pietroburgo       | Petersburg Sports and Concert Complex |        |        |
| 12 novembre 2001 | Finlandia   | Turku                 | Elysée Arena                          |        |        |
| 14 novembre 2001 | Svezia      | Stoccolma             | Stockholm Globe Arena                 |        |        |
| 16 novembre 2001 | Belgio      | Bruxelles             | Forest National                       |        |        |
| 17 novembre 2001 | Belgio      | Bruxelles             | Forest National                       |        |        |
| 19 novembre 2001 | Svizzera    | Losanna               | Patinoire de Malley                   |        |        |
| 21 novembre 2001 | Svizzera    | Zurigo                | Hallenstadion                         |        |        |
| 23 novembre 2001 | Italia      | Torino                | PalaStampa                            |        |        |
| 24 novembre 2001 | Italia      | Genova                | PalaFiera                             |        |        |
| 26 novembre 2001 | Francia     | Nizza                 | Palais Nikaia                         |        |        |
| 28 novembre 2001 | Francia     | Tolone                | Zenith                                |        |        |
| 30 novembre 2001 | Italia      | Milano                | Forum d'Assago                        |        |        |

### Scaletta
1. Dove c'è musica
2. Il mio amore per te
3. Terra promessa
4. Un cuore con le ali
5. E ancor mi chiedo
6. Lei però
7. Un angelo non è
8. Stella gemella
9. Più che puoi
10. Favola
11. Musica è
12. Lacrime di gioventù
13. Solo con te
14. Cose che ho visto
15. Se bastasse una canzone
16. Adesso tu / Una storia importante
17. Nell'azzurrità
18. L'aquila e il condor
19. Fuoco nel fuoco
20. Cose della vita
21. Più bella cosa
22. Un'altra te
23. L'ombra del gigante

in alcune date sono state eseguite : improvvisa luce ad est ,per me per sempre , lo spirito degli alberi , L'Aurora e nella data finale del 30 novembre anche Amarti è l'immenso per me con Antonella Bucci , La luce buona delle stelle Con Patsy Kensit e Anche tu con Raf. Gli artisti di apertura dei tour sono stati invece Max Pezzali e i Gemelli DiVersi.

## 9 world tour 2003-2004

### Band
- Eros Ramazzotti: voce
- Luca Scarpa: pianoforte, tastiere
- Lele Melotti: batteria
- Flavio Scopaz: basso
- Paul Warren: chitarre
- Giorgio Secco: chitarre (dal 2004)
- Gabriele Fersini: chitarre (nel 2003)
- Pippo Lamberti: tastiere
- Mike Scaglione: sassofono
- Antonella Bucci: cori
- Roberta Granà: cori

### Date
| Data             | Paese       | Città                 | Sede                                     |        |        |
| Europa           | Europa      | Europa                | Europa                                   | Europa | Europa |
| ---------------- | ----------- | --------------------- | ---------------------------------------- | ------ | ------ |
| 11 ottobre 2003  | Italia      | Ancona                | PalaRossini                              |        |        |
| 14 ottobre 2003  | Austria     | Graz                  | Stadthalle                               |        |        |
| 16 ottobre 2003  | Ungheria    | Budapest              | Sporthalle                               |        |        |
| 20 ottobre 2003  | Svizzera    | Zurigo                | Hallenstadion                            |        |        |
| 22 ottobre 2003  | Germania    | Monaco di Baviera     | Olympiahalle                             |        |        |
| 23 ottobre 2003  | Germania    | Monaco di Baviera     | Olympiahalle                             |        |        |
| 25 ottobre 2003  | Germania    | Mannheim              | Maimartkhalle                            |        |        |
| 27 ottobre 2003  | Germania    | Amburgo               | Color Line Arena                         |        |        |
| 28 ottobre 2003  | Germania    | Hannover              | Preussag Arena                           |        |        |
| 31 ottobre 2003  | Svezia      | Stoccolma             | Stockholm Globe Arena                    |        |        |
| 2 novembre 2003  | Finlandia   | Helsinki              | Hartwall-areena                          |        |        |
| 5 novembre 2003  | Russia      | San Pietroburgo       | New arena                                |        |        |
| 7 novembre 2003  | Russia      | Mosca                 | Palazzo di Stato del Cremlino            |        |        |
| 8 novembre 2003  | Russia      | Mosca                 | Palazzo di Stato del Cremlino            |        |        |
| 13 novembre 2003 | Germania    | Dortmund              | Westfalenhallen                          |        |        |
| 15 novembre 2003 | Germania    | Berlino               | Velodrom                                 |        |        |
| 17 novembre 2003 | Germania    | Oberhausen            | Arena Oberhausen                         |        |        |
| 19 novembre 2003 | Francia     | Parigi                | Palais omnisports de Paris-Bercy         |        |        |
| 21 novembre 2003 | Francia     | Strasburgo            | Hall Rhénus                              |        |        |
| 23 novembre 2003 | Germania    | Francoforte sul Meno  | Festhalle                                |        |        |
| 25 novembre 2003 | Francia     | Lilla                 | Zenith                                   |        |        |
| 26 novembre 2003 | Belgio      | Bruxelles             | Forest National                          |        |        |
| 27 novembre 2003 | Belgio      | Bruxelles             | Forest National                          |        |        |
| 29 novembre 2003 | Germania    | Colonia               | Kölnarena                                |        |        |
| 2 dicembre 2003  | Svizzera    | Ginevra               |                                          |        |        |
| 4 dicembre 2003  | Francia     | Marsiglia             | Dome                                     |        |        |
| 6 dicembre 2003  | Francia     | Nizza                 | Palais Nikaia                            |        |        |
| 8 dicembre 2003  | Italia      | Milano                | Forum d'Assago                           |        |        |
| 9 dicembre 2003  | Italia      | Milano                | Forum d'Assago                           |        |        |
| 11 dicembre 2003 | Italia      | Milano                | Forum d'Assago                           |        |        |
| 12 dicembre 2003 | Italia      | Milano                | Forum d'Assago                           |        |        |
| 14 dicembre 2003 | Germania    | Friburgo in Brisgovia | Nau messe                                |        |        |
| 16 dicembre 2003 | Germania    | Stoccarda             | Hanns-Martin-Schleyer-Halle              |        |        |
| 17 dicembre 2003 | Germania    | Colonia               | Kölnarena                                |        |        |
| 19 dicembre 2003 | Germania    | Norimberga            | Arena                                    |        |        |
| 20 dicembre 2003 | Spagna      | Saragozza             |                                          |        |        |
| 20 febbraio 2004 | Italia      | Milano                | Forum d'Assago                           |        |        |
| 21 febbraio 2004 | Italia      | Milano                | Forum d'Assago                           |        |        |
| 23 febbraio 2004 | Italia      | Firenze               | Palasport                                |        |        |
| 24 febbraio 2004 | Italia      | Firenze               | Palasport                                |        |        |
| 26 febbraio 2004 | Italia      | Bologna               | palamalaguti                             |        |        |
| 28 febbraio 2004 | Francia     | Lione                 | Halle Tony Garnier                       |        |        |
| 1º marzo 2004    | Paesi Bassi | Rotterdam             | Ahoy sportpaleis                         |        |        |
| 2 marzo 2004     | Paesi Bassi | Rotterdam             | Ahoy sportpaleis                         |        |        |
| 4 marzo 2004     | Belgio      | Bruxelles             | Forest National                          |        |        |
| 5 marzo 2004     | Belgio      | Bruxelles             | Forest National                          |        |        |
| 7 marzo 2004     | Italia      | Torino                | PalaStampa                               |        |        |
| 8 marzo 2004     | Italia      | Torino                | PalaStampa                               |        |        |
| 10 marzo 2004    | Austria     | Vienna                | Stadthalle                               |        |        |
| 12 marzo 2004    | Svizzera    | Zurigo                | Hallenstadion                            |        |        |
| 14 marzo 2004    | Francia     | Clermont-Ferrand      | Zenith                                   |        |        |
| 16 marzo 2004    | Francia     | Tolone                | Zenith                                   |        |        |
| 18 marzo 2004    | Italia      | Milano                | Forum d'Assago                           |        |        |
| 20 marzo 2004    | Italia      | Pesaro                | BPA Palas                                |        |        |
| 23 marzo 2004    | Portogallo  | Lisbona               | Pavilhão Atlântico                       |        |        |
| 26 marzo 2004    | Germania    | Kempten (Allgäu)      | BigBOX Allgäu                            |        |        |
| 30 marzo 2004    | Italia      | Milano                | Forum d'Assago                           |        |        |
| 31 marzo 2004    | Italia      | Milano                | Forum d'Assago                           |        |        |
| 31 marzo 2004    | Italia      | Milano                | Forum d'Assago                           |        |        |
| 22 aprile 2004   | Spagna      | Alicante              | Estadio                                  |        |        |
| 24 aprile 2004   | Spagna      | Barcellona            | Palau Sant Jordi                         |        |        |
| Nord America     |             |                       |                                          |        |        |
| 29 aprile 2004   | Messico     | Città del Messico     | Palacio de los Deportes                  |        |        |
| 1º maggio 2004   | Messico     | Guadalajara           | Plaza de toros                           |        |        |
| Sud America      |             |                       |                                          |        |        |
| 3 maggio 2004    | Guatemala   | Città del Guatemala   | Palacio deportes                         |        |        |
| 5 maggio 2004    | Costa Rica  | San José              | Stadio                                   |        |        |
| 7 maggio 2004    | Panama      | Panama                | Palacio deportes                         |        |        |
| Nord America     |             |                       |                                          |        |        |
| 9 maggio 2004    | Stati Uniti | Miami                 |                                          |        |        |
| Sud America      |             |                       |                                          |        |        |
| 12 maggio 2004   | Venezuela   | Caracas               | Poliedro de Caracas                      |        |        |
| 16 maggio 2004   | Argentina   | Buenos Aires          | Luna park                                |        |        |
| 17 maggio 2004   | Argentina   | Buenos Aires          | Luna park                                |        |        |
| 22 maggio 2004   | Brasile     | San Paolo             | Credicard Hall                           |        |        |
| 23 maggio 2004   | Brasile     | San Paolo             | Credicard Hall                           |        |        |
| Europa           |             |                       |                                          |        |        |
| 15 giugno 2004   | Italia      | Salerno               | Stadio                                   |        |        |
| 18 giugno 2004   | Germania    | Treviri               | Trier Arena                              |        |        |
| 19 giugno 2004   | Austria     | Vienna                |                                          |        |        |
| 21 giugno 2004   | Germania    | Bonn                  | Museumsplatz                             |        |        |
| 22 giugno 2004   | Francia     | Metz                  | Galaxie Amnéville                        |        |        |
| 24 giugno 2004   | Portogallo  | Madera                | Madeira Tecnopolo                        |        |        |
| 26 giugno 2004   | Germania    | Ratisbona             | Festplatz                                |        |        |
| 26 giugno 2004   | Germania    | Münster               | Halle Münsterland                        |        |        |
| 29 giugno 2004   | Malta       | La Valletta           | Luxor car park                           |        |        |
| 2 luglio 2004    | Italia      | Palermo               | Velodromo                                |        |        |
| 4 luglio 2004    | Italia      | Catanzaro             | Magna grecia                             |        |        |
| 7 luglio 2004    | Italia      | Roma                  | Stadio Olimpico (Roma)                   |        |        |
| 9 luglio 2004    | Svizzera    | Dielsdorf             |                                          |        |        |
| 11 luglio 2004   | Svizzera    | Locarno               | Piazza Napoleone                         |        |        |
| 13 luglio 2004   | Italia      | Padova                | Stadio Euganeo                           |        |        |
| 15 luglio 2004   | Italia      | Lucca                 | Piazza Napoleone (Lucca Summer Festival) |        |        |
| 17 luglio 2004   | Italia      | Taranto               | Stadio                                   |        |        |
| 20 luglio 2004   | Italia      | Olbia                 | Stadio Bruno Nespoli                     |        |        |
| 24 luglio 2004   | Francia     | Nîmes                 | Arena di Nîmes                           |        |        |
| 25 luglio 2004   | Svizzera    | Nyon                  |                                          |        |        |
| 29 luglio 2004   | Croazia     | Pola                  | Arena                                    |        |        |
| 31 luglio 2004   | Germania    | Ludwigsburg           |                                          |        |        |
| 2 agosto 2004    | Monaco      | Monte Carlo           | Sporting Monte-Carlo                     |        |        |
| 3 agosto 2004    | Monaco      | Monte Carlo           | Sporting Monte-Carlo                     |        |        |
| 4 agosto 2004    | Monaco      | Monte Carlo           | Sporting Monte-Carlo                     |        |        |

## Calma apparente showcases

### Band
- Eros Ramazzotti: voce

### Date
| Data             | Paese    | Città   | Sede                |
| ---------------- | -------- | ------- | ------------------- |
| 12 dicembre 2005 | Spagna   | Madrid  | Pacha               |
| 14 dicembre 2005 | Francia  | Parigi  | Élysée Montmartre   |
| 16 dicembre 2005 | Germania | Berlino | Huxleys             |
| 18 dicembre 2005 | Svizzera | Zurigo  | Kaufleuten Festsaal |

## Calma apparente tour

### Band
- Eros Ramazzotti: voce
- Luca Scarpa: pianoforte, tastiere
- Giorgio Secco: chitarre
- Paul Warren: chitarre
- Curt Bisquera: batteria
- Reggie Hamilton: basso
- Pippo Lamberti: tastiere
- Lidia Schillaci: cori
- Bridgedt Mohameed: cori

### Date
| Data           | Paese                | Città                | Sede                             |
| -------------- | -------------------- | -------------------- | -------------------------------- |
| 16 marzo 2006  | Italia               | Ancona               | PalaRossini                      |
| 18 marzo 2006  | Italia               | Firenze              | Nelson Mandela Forum             |
| 19 marzo 2006  | Italia               | Firenze              | Nelson Mandela Forum             |
| 21 marzo 2006  | Italia               | Bologna              | PalaMalaguti                     |
| 22 marzo 2006  | Italia               | Bologna              | PalaMalaguti                     |
| 24 marzo 2006  | Italia               | Milano               | Forum d'Assago                   |
| 25 marzo 2006  | Italia               | Milano               | Forum d'Assago                   |
| 27 marzo 2006  | Italia               | Milano               | Forum d'Assago                   |
| 28 marzo 2006  | Italia               | Milano               | Forum d'Assago                   |
| 30 marzo 2006  | Francia              | Lione                | Halle Tony Garnier               |
| 1º aprile 2006 | Svizzera             | Ginevra              | Arena                            |
| 2 aprile 2006  | Svizzera             | Ginevra              | Arena                            |
| 4 aprile 2006  | Francia              | Parigi               | Palais omnisports de Paris-Bercy |
| 6 aprile 2006  | Belgio               | Bruxelles            | Forest National                  |
| 7 aprile 2006  | Belgio               | Bruxelles            | Forest National                  |
| 8 aprile 2006  | Belgio               | Bruxelles            | Forest National                  |
| 10 aprile 2006 | Paesi Bassi          | Rotterdam            | Ahoy sportpaleis                 |
| 11 aprile 2006 | Paesi Bassi          | Rotterdam            | Ahoy sportpaleis                 |
| 13 aprile 2006 | Francia              | Nizza                | Palais Nikaia                    |
| 15 aprile 2006 | Italia               | Milano               | Forum d'Assago                   |
| 16 aprile 2006 | Italia               | Milano               | Forum d'Assago                   |
| 18 aprile 2006 | Austria              | Salisburgo           | Salzburgarena                    |
| 20 aprile 2006 | Austria              | Vienna               | Stadthalle                       |
| 22 aprile 2006 | Ungheria             | Budapest             | Sporthalle                       |
| 24 aprile 2006 | Svizzera             | Zurigo               | Hallenstadion                    |
| 25 aprile 2006 | Svizzera             | Zurigo               | Hallenstadion                    |
| 27 aprile 2006 | Italia               | Roma                 | PalaLottomatica                  |
| 28 aprile 2006 | Italia               | Roma                 | PalaLottomatica                  |
| 29 aprile 2006 | Italia               | Roma                 | PalaLottomatica                  |
| 1º maggio 2006 | Italia               | Pesaro               | BPA Palas                        |
| 4 maggio 2006  | Francia              | Marsiglia            | Dome                             |
| 6 maggio 2006  | Germania             | Monaco di Baviera    | Olympiahalle                     |
| 7 maggio 2006  | Germania             | Monaco di Baviera    | Olympiahalle                     |
| 9 maggio 2006  | Italia               | Torino               | Mazda Palace                     |
| 10 maggio 2006 | Italia               | Torino               | Mazda Palace                     |
| 12 maggio 2006 | Germania             | Amburgo              | Color Line Arena                 |
| 14 maggio 2006 | Germania             | Norimberga           | Arena                            |
| 16 maggio 2006 | Germania             | Stoccarda            | Hanns-Martin-Schleyer-Halle      |
| 18 maggio 2006 | Germania             | Oberhausen           | König Pilsener Arena             |
| 19 maggio 2006 | Germania             | Colonia              | Kölnarena                        |
| 21 maggio 2006 | Germania             | Francoforte sul Meno | Festhalle                        |
| 23 maggio 2006 | Germania             | Dortmund             | Westfalenhallen                  |
| 25 maggio 2006 | Germania             | Kempten (Allgäu)     | BigBOX Allgäu                    |
| 27 maggio 2006 | Italia               | Bolzano              | Palaonda                         |
| 28 maggio 2006 | Italia               | Brescia              | Palabrixia                       |
| 30 maggio 2006 | Italia               | Livorno              | PalaAlgida                       |
| 2 giugno 2006  | Italia               | Padova               | PalaFiera                        |
| 3 giugno 2006  | Italia               | Padova               | PalaFiera                        |
| 5 giugno 2006  | Italia               | Milano               | Forum d'Assago                   |
| 24 giugno 2006 | Italia               | Cagliari             | Fiera                            |
| 27 giugno 2006 | Italia               | Bari                 | Stadio della Vittoria            |
| 30 giugno 2006 | Grecia               | Patrasso             | Stadio Pampeloponnisiako         |
| 3 luglio 2006  | Bulgaria             | Sofia                | Lokomotiv Stadium                |
| 5 luglio 2006  | Serbia               | Novi Sad             | Stadio vojvodine                 |
| 7 luglio 2006  | Bosnia ed Erzegovina | Sarajevo             | Zetra Olympic Hall               |
| 10 luglio 2006 | Italia               | Genova               | Piazza del mare                  |
| 12 luglio 2006 | Svizzera             | Locarno              | Piazza grande                    |
| 14 luglio 2006 | Italia               | Salerno              | Stadio Arechi                    |
| 16 luglio 2006 | Italia               | Palermo              | Velodromo                        |
| 18 luglio 2006 | Italia               | Siracusa             | Stadio Nicola De Simone          |
| 24 luglio 2006 | Italia               | Foligno              | Stadio Santo Pietro              |
| 26 luglio 2006 | Italia               | Pescara              | Stadio Adriatico                 |
| 28 luglio 2006 | Italia               | Grado                | Stadio comunale                  |
| 30 luglio 2006 | Croazia              | Fiume                | Stadio Cantrida                  |
| 1º agosto 2006 | Germania             | Bonn                 | Museumsplatz                     |
| 3 agosto 2006  | Italia               | Grado                | Stadio comunale                  |
| 5 agosto 2006  | Monaco               | Monte Carlo          | Sporting Monte-Carlo             |
| 6 agosto 2006  | Monaco               | Monte Carlo          | Sporting Monte-Carlo             |
| 7 agosto 2006  | Monaco               | Monte Carlo          | Sporting Monte-Carlo             |

## Australian tour 2008

### Band
- Eros Ramazzotti: voce
- Luca Scarpa: pianoforte, tastiere
- Flavio Scopaz : basso
- Lele Melotti : batteria
- Fabrizio Bicio Leo : chitarre
- Andrea Zuppini : chitarre
- Stefano Signoroni : tastiere
- Dario Cecchini : sassofono
- Lidia Schillaci : cori

### Date
| Data             | Paese     | Città     | Sede                   |
| ---------------- | --------- | --------- | ---------------------- |
| 25 ottobre 2008  | Australia | Sydney    | Acer Arena             |
| 29 ottobre 2008  | Australia | Melbourne | Rod Laver Arena        |
| 1º novembre 2008 | Australia | Perth     | Members Equity Stadium |

### Scaletta
1. Dove c'è musica
2. Quanto amore sei
3. Stella gemella
4. Un attimo di pace
5. Terra promessa
6. Una Storia importante / Adesso tu
7. Favola
8. Musica è
9. Ci parliamo da grandi
10. L'Aurora
11. Per Me Per Sempre
12. I belong To You
13. Se bastasse Una Canzone
14. Taxi Story
15. Un'altra te
16. Un cuore con le ali
17. La luce buona delle stelle
18. Cose della vita
19. Fuoco nel fuoco
20. Più bella cosa
21. Sta passando novembre
22. L'ombra del gigante

## World Tour 2009-2010

### Band
- Eros Ramazzotti: voce
- Michael Landau: chitarra elettrica
- Reggie Hamilton: basso elettrico
- Gary Novak: batteria
- Nicola Peruch: tastiere
- Claudio Guidetti: chitarre elettriche acustiche
- Luca Scarpa: pianoforte tastiere e organo Hammond
- Everette Harp: sassofono
- Sara Bellantoni: cori
- Chiara Vergati: cori
- Romina Falconi: cori

### Scaletta
1. Appunti e Note
2. Dove c'è musica
3. Un attimo di pace
4. Quanto amore sei
5. Stella gemella
6. Terra promessa
7. Una storia importante
8. Adesso tu
9. Se bastasse una canzone
10. Bucaneve
11. Favola
12. Un'emozione per sempre
13. I Belong to You (Il ritmo della passione)
14. Musica è
15. Amore contro
16. Un'altra te
17. L'aurora
18. Per me per sempre
19. Controvento
20. Il cammino
21. L'ombra del gigante
22. Cose della vita
23. Fuoco nel fuoco
24. Questo immenso show
25. Parla con me
26. Più bella cosa

nel tour in alcune date sono state eseguite : Ali e radici,Non possiamo chiudere gli occhi ,L'orizzonte,Sta passando novembre ,Cose che ho visto e Più che puoi

### Date
| Data             | Paese           | Città                | Sede                                     |        |        |
| Europa           | Europa          | Europa               | Europa                                   | Europa | Europa |
| ---------------- | --------------- | -------------------- | ---------------------------------------- | ------ | ------ |
| 21 ottobre 2009  | Italia          | Rimini               | 105 stadium                              |        |        |
| 23 ottobre 2009  | Francia         | Nizza                | Palais Nikaia                            |        |        |
| 25 ottobre 2009  | Lussemburgo     | Lussemburgo          | Rockhal                                  |        |        |
| 27 ottobre 2009  | Paesi Bassi     | Rotterdam            | Ahoy sportpaleis                         |        |        |
| 28 ottobre 2009  | Paesi Bassi     | Rotterdam            | Ahoy sportpaleis                         |        |        |
| 30 ottobre 2009  | Belgio          | Bruxelles            | Forest National                          |        |        |
| 31 ottobre 2009  | Belgio          | Bruxelles            | Forest National                          |        |        |
| 1º novembre 2009 | Belgio          | Bruxelles            | Forest National                          |        |        |
| 3 novembre 2009  | Ungheria        | Budapest             | Sports arena                             |        |        |
| 5 novembre 2009  | Serbia          | Belgrado             | Beogradska Arena                         |        |        |
| 7 novembre 2009  | Croazia         | Zagabria             | Arena                                    |        |        |
| 10 novembre 2009 | Norvegia        | Oslo                 | Oslo Spektrum                            |        |        |
| 12 novembre 2009 | Svezia          | Stoccolma            | Stockholm Globe Arena                    |        |        |
| 14 novembre 2009 | Finlandia       | Helsinki             | Hartwall-areena                          |        |        |
| 17 novembre 2009 | Rep. Ceca       | Praga                | O2 Arena                                 |        |        |
| 19 novembre 2009 | Slovenia        | Lubiana              | Hala Tivoli                              |        |        |
| 21 novembre 2009 | Italia          | Roma                 | PalaLottomatica                          |        |        |
| 22 novembre 2009 | Italia          | Roma                 | PalaLottomatica                          |        |        |
| 24 novembre 2009 | Italia          | Roma                 | PalaLottomatica                          |        |        |
| 25 novembre 2009 | Italia          | Roma                 | PalaLottomatica                          |        |        |
| 27 novembre 2009 | Italia          | Pesaro               | Adriatic Arena                           |        |        |
| 30 novembre 2009 | Italia          | Milano               | Forum d'Assago                           |        |        |
| 1º dicembre 2009 | Italia          | Milano               | Forum d'Assago                           |        |        |
| 2 dicembre 2009  | Italia          | Milano               | Forum d'Assago                           |        |        |
| 4 dicembre 2009  | Italia          | Milano               | Forum d'Assago                           |        |        |
| 5 dicembre 2009  | Italia          | Milano               | Forum d'Assago                           |        |        |
| 7 dicembre 2009  | Italia          | Bologna              | Futurshow Station                        |        |        |
| 9 dicembre 2009  | Svizzera        | Zurigo               | Hallenstadion                            |        |        |
| 10 dicembre 2009 | Svizzera        | Zurigo               | Hallenstadion                            |        |        |
| 12 dicembre 2009 | Italia          | Torino               | PalaIsozaki                              |        |        |
| 13 dicembre 2009 | Italia          | Torino               | PalaIsozaki                              |        |        |
| 15 dicembre 2009 | Italia          | Firenze              | Nelson Mandela Forum                     |        |        |
| 17 dicembre 2009 | Italia          | Brescia              | Palabrixia                               |        |        |
| 19 dicembre 2009 | Italia          | Padova               | Fiera                                    |        |        |
| 13 febbraio 2010 | Spagna          | Madrid               | Palacio de Deportes                      |        |        |
| 16 febbraio 2010 | Spagna          | Barcellona           | Palau Sant Jordi                         |        |        |
| 18 febbraio 2010 | Italia          | Mantova              | PalaBam                                  |        |        |
| 19 febbraio 2010 | Italia          | Conegliano           | Zoppas Arena                             |        |        |
| 21 febbraio 2010 | Svizzera        | Ginevra              | Arena                                    |        |        |
| 23 febbraio 2010 | Italia          | Bolzano              | Palaonda                                 |        |        |
| 25 febbraio 2010 | Austria         | Vienna               | Stadthalle                               |        |        |
| 27 febbraio 2010 | Slovacchia      | Košice               | Steel Aréna                              |        |        |
| 2 marzo 2010     | Francia         | Grenoble             | Palais des Sports                        |        |        |
| 4 marzo 2010     | Francia         | Marsiglia            | Dome                                     |        |        |
| 6 marzo 2010     | Germania        | Amburgo              | MSC Magnifica                            |        |        |
| 11 marzo 2010    | Germania        | Berlino              | O2 World                                 |        |        |
| 13 marzo 2010    | Germania        | Norimberga           | Arena                                    |        |        |
| 15 marzo 2010    | Germania        | Francoforte sul Meno | Festhalle                                |        |        |
| 17 marzo 2010    | Germania        | Amburgo              | Color Line Arena                         |        |        |
| 19 marzo 2010    | Germania        | Oberhausen           | König Pilsener Arena                     |        |        |
| 20 marzo 2010    | Germania        | Colonia              | Lanxess Arena                            |        |        |
| 23 marzo 2010    | Germania        | Stoccarda            | Hanns-Martin-Schleyer-Halle              |        |        |
| 25 marzo 2010    | Germania        | Monaco di Baviera    | Olympiahalle                             |        |        |
| 26 marzo 2010    | Germania        | Monaco di Baviera    | Olympiahalle                             |        |        |
| 28 marzo 2010    | Germania        | Halle                | Gerry Weber Stadion                      |        |        |
| 30 marzo 2010    | Francia         | Parigi               | Palais omnisports de Paris-Bercy         |        |        |
| 4 aprile 2010    | Lettonia        | Riga                 | Arena Riga                               |        |        |
| 6 aprile 2010    | Lituania        | Vilnius              | Siemens Arena                            |        |        |
| 9 aprile 2010    | Russia          | Mosca                | Stadio Lužniki                           |        |        |
| 13 aprile 2010   | Belgio          | Liegi                | Country Hall Ethias Liège                |        |        |
| Nord America     |                 |                      |                                          |        |        |
| 7 maggio 2010    | Messico         | Monterrey            | Monterrey Arena                          |        |        |
| 9 maggio 2010    | Messico         | Guadalajara          | Auditorio Telmex                         |        |        |
| 11 maggio 2010   | Messico         | Città del Messico    | Auditorium                               |        |        |
| 14 maggio 2010   | Stati Uniti     | Miami                | Knight International Center              |        |        |
| Sud America      |                 |                      |                                          |        |        |
| 16 maggio 2010   | Venezuela       | Caracas              | "Estadio Universidad"                    |        |        |
| 20 maggio 2010   | Porto Rico      | San Juan             | "Coliseo de Puerto Rico"                 |        |        |
| 22 maggio 2010   | Rep. Dominicana | Santo Domingo        | Altos de Chavón                          |        |        |
| Medio Oriente    |                 |                      |                                          |        |        |
| 7 luglio 2010    | Turchia         | Istanbul             | Turkcell Kuruçeşme Arena                 |        |        |
| Europe           |                 |                      |                                          |        |        |
| 10 luglio 2010   | Romania         | Bucarest             | Stadio Arcul de Triumf                   |        |        |
| 13 luglio 2010   | Svizzera        | Locarno              | Piazza grande                            |        |        |
| 15 luglio 2010   | Austria         | Klam                 | Castello Clam                            |        |        |
| 17 luglio 2010   | Italia          | Lucca                | Piazza Napoleone (Lucca Summer Festival) |        |        |
| 19 luglio 2010   | Italia          | Bergamo              | Fiera                                    |        |        |
| 22 luglio 2010   | Italia          | Foggia               | Stadio Pino Zaccheria                    |        |        |
| 24 luglio 2010   | Italia          | Salerno              | Stadio Arechi                            |        |        |
| 27 luglio 2010   | Italia          | Palermo              | Velodromo                                |        |        |
| 3 agosto 2010    | Italia          | Cagliari             | Fiera                                    |        |        |
| 5 agosto 2010    | Tunisia         | Cartagine            | Anfiteatro di Cartagine                  |        |        |
| 7 agosto 2010    | Austria         | Klagenfurt           | Schiffsanlegestelle Maria Wörth          |        |        |
| 12 agosto 2010   | Francia         | Colmar               | Area festival                            |        |        |
| 14 agosto 2010   | Monaco          | Monte Carlo          | Sporting Monte-Carlo                     |        |        |
| 15 agosto 2010   | Monaco          | Monte Carlo          | Sporting Monte-Carlo                     |        |        |

## Vita Ce N'è World Tour 2019-2020

### Band
- Eros Ramazzotti: voce
- Luca Scarpa: Pianoforte, tastiere, organo hammond (direzione musicale)
- Giorgio Secco: Chitarra
- Corey Sanchez: Chitarra
- Giovanni Boscariol: Tastiere, Hammond Organ
- Paolo Costa: Basso
- Eric Moore: Batteria
- Scott Paddock: Sax
- Monica Hill: Cori
- Giorgia Galassi: Cori
- Christian Lavoro: Chitarra, cori

### Date
| 14 febbraio 2019 (data zero) | Italia             | Mantova                  | Grana Padano Arena                    |
| 17 febbraio 2019             | Germania           | Monaco di Baviera        | Olympiahalle                          |
| 18 febbraio 2019             | Germania           | Monaco di Baviera        | Olympiahalle                          |
| 20 febbraio 2019             | Germania           | Colonia                  | Lanxess Arena                         |
| 22 febbraio 2019             | Germania           | Lussemburgo              | Rockhal                               |
| 25 febbraio 2019             | Germania           | Stoccarda                | Hanns-Martin-Schleyer-Halle           |
| 2 marzo 2019                 | Italia             | Torino                   | Pala Alpitour                         |
| 5 marzo 2019                 | Italia             | Milano                   | Mediolanum Forum                      |
| 6 marzo 2019                 | Italia             | Milano                   | Mediolanum Forum                      |
| 8 marzo 2019                 | Italia             | Milano                   | Mediolanum Forum                      |
| 9 marzo 2019                 | Italia             | Milano                   | Mediolanum Forum                      |
| 12 marzo 2019                | Italia             | Roma                     | Palazzo dello Sport                   |
| 13 marzo 2019                | Italia             | Roma                     | Palazzo dello sport                   |
| 15 marzo 2019                | Italia             | Roma                     | Palazzo dello sport                   |
| 16 marzo 2019                | Italia             | Roma                     | Palazzo dello sport                   |
| 19 marzo 2019                | Francia            | Lione                    | Le Halle Tony Garnier                 |
| 21 marzo 2019                | Spagna             | Madrid                   | Palacio Vista Alegre                  |
| 23 marzo 2019                | Spagna             | Barcellona               | Palau Sant Jordi                      |
| 25 marzo 2019                | Svizzera           | Zurigo                   | Hallenstadion                         |
| 28 marzo 2019                | Francia            | Parigi                   | AccorHotels Arena                     |
| 31 marzo 2019                | Belgio             | Bruxelles                | Forest National                       |
| 1 aprile 2019                | Belgio             | Bruxelles                | Forest National                       |
| 3 aprile 2019                | Paesi Bassi        | Amsterdam                | Ziggo Dome                            |
| 5 aprile 2019                | Regno Unito        | Londra                   | Eventim Apollo                        |
| 7 aprile 2019                | Francia            | Marsiglia                | Le Dome                               |
| 9 aprile 2019                | Svizzera           | Ginevra                  | Arena                                 |
| 11 aprile 2019               | Germania           | Lipsia                   | Arena                                 |
| 13 aprile 2019               | Germania           | Mannheim                 | Arena                                 |
| 15 aprile 2019               | Austria            | Vienna                   | Stadthalle                            |
| 11 luglio 2019               | Svizzera           | Locarno                  | Moon & Stars                          |
| 13 luglio 2019               | Francia            | Bastia                   | Festival Festa Maio’                  |
| 16 luglio 2019               | Italia             | Lucca                    | Lucca Summer Festival                 |
| 18 luglio 2019               | Italia             | Nichelino                | Stupinigi Sonic Park                  |
| 21 luglio 2019               | Spagna             | Marbella                 | Starlite Festival                     |
| 24 luglio 2019               | Spagna             | Las Palmas               | Gran Canaria Arena                    |
| 27 luglio 2019               | Austria            | Klagenfurt               | Woethersee Stadium                    |
| 29 luglio 2019               | Francia            | Colmar                   | Foire Aux Vins D’Alsace               |
| 31 luglio 2019               | Francia            | Carcassonne              | Festival De Carcassonne               |
| 3 agosto 2019                | Italia             | Taormina                 | Antica Arena                          |
| 10 agosto 2019               | Italia             | Santa Margherita di Pula | Forte Arena Village                   |
| 15 agosto 2019               | Croazia            | Abbazia                  | Festival Opatija                      |
| 11 settembre 2019            | Italia             | Verona                   | Arena di Verona                       |
| 12 settembre 2019            | Italia             | Verona                   | Arena di Verona                       |
| 14 settembre 2019            | Italia             | Verona                   | Arena di Verona                       |
| 24 settembre 2019            | Serbia             | Belgrado                 | Štark Arena                           |
| 27 settembre 2019            | Grecia             | Atene                    | Faliro Pavillon                       |
| 30 settembre 2019            | Macedonia del Nord | Skopje                   | Faliro Pavillon                       |
| 3 ottobre 2019               | Bulgaria           | Sofia                    | Arena Armeec hall                     |
| 5 ottobre 2019               | Slovakia           | Bratislava               | O’Nepela Arena                        |
| 8 ottobre 2019               | Ucraina            | Kiev                     | Sport Palace                          |
| 10 ottobre 2019              | Russia             | Mosca                    | Circus Hall                           |
| 11 ottobre 2019              | Russia             | Mosca                    | Circus Hall                           |
| 13 ottobre 2019              | Russia             | San Pietroburgo          | Palazzo del ghiaccio                  |
| 15 ottobre 2019              | Finlandia          | Helsinki                 | Hartwall Arena                        |
| 18 ottobre 2019              | Lituania           | Kaunas                   | Žalgirio Arena                        |
| 20 ottobre 2019              | Polonia            | Varsavia                 | Hala Torwar                           |
| 22 ottobre 2019              | Rep. Ceca          | Praga                    | O2 Arena                              |
| 24 ottobre 2019              | Ungheria           | Budapest                 | Arena                                 |
| 27 ottobre 2019              | Danimarca          | Copenaghen               | KB Hallen                             |
| 30 ottobre 2019              | Svezia             | Stoccolma                | Ericsson Globe                        |
| 7 novembre 2019              | Cipro              | Limassol                 | Athletic Center                       |
| 9 novembre 2019              | Israele            | Tel Aviv                 | Menora Mivtachim Arena                |
| 23 novembre 2019             | Slovenia           | Lubiana                  | Arena Stožice                         |
| 26 novembre 2019             | Italia             | Bolzano                  | Palaonda                              |
| 29 novembre 2019             | Italia             | Rimini                   | RDS Stadium                           |
| 03 dicembre 2019             | Italia             | Ancona                   | Pala Prometeo                         |
| 06 dicembre 2019             | Italia             | Eboli                    | Palasele                              |
| 11 dicembre 2019             | Italia             | Roma                     | Palazzo dello Sport                   |
| 14 dicembre 2019             | Italia             | Firenze                  | Mandela Forum                         |
| 17 dicembre 2019             | Italia             | Livorno                  | Modigliani Forum                      |
| 20 dicembre 2019             | Italia             | Milano                   | Mediolanum Forum                      |
| 28 gennaio 2020              | Guatemala          | Città del Guatemala      | Explanada Cayala                      |
| 30 gennaio 2020              | El Salvador        | San Salvador             | complejo Estadio Cuscatlan            |
| 2 febbraio 2020              | Colombia           | Bogotà                   | Movistar Arena                        |
| 6 febbraio 2020              | Messico            | Città del Messico        | Auditorio Nacional                    |
| 8 febbraio 2020              | Messico            | Monterrey                | Auditorio Citibanamex                 |
| 14 febbraio 2020             | Argentina          | Buenos Aires             | Luna Park                             |
| 17 febbraio 2020             | Brasile            | Rio de Janeiro           | Vivo Rio                              |
| 18 febbraio 2020             | Brasile            | San Paolo                | Espaco Das America                    |
| 22 febbraio 2020             | Stati Uniti        | Atlantic City            | Hard Rock Hotel & Casino’             |
| 25 febbraio 2020             | Stati Uniti        | New York                 | Hulu Theater at Madison Square Garden |
| 27 febbraio 2020             | Stati Uniti        | Boston                   | Boch Center                           |
| 1 marzo 2020                 | Stati Uniti        | Miami                    | American Airlines Arena               |
| 4 marzo 2020                 | Stati Uniti        | Chicago                  | Rosemont Theatre                      |
| 7 marzo 2020                 | Canada             | Toronto                  | Scotiabank Arena                      |
| 9 marzo 2020                 | Canada             | Montréal                 | Place Bell                            |
| 13 marzo 2020                | Stati Uniti        | Los Angeles              | The Forum                             |